# Jambeyang
Jambeyang, aussi connu sous le nom Yangmaiyong, est une montagne située dans  la réserve naturelle de Yading, dans le comté de Daocheng, préfecture autonome tibétaine de Garzê, au Sichuan. Son altitude est de 5 958 mètres. Elle appartient, avec le pic de Chana Dorje (Xianuoduoji) et celui de Chenresig (Xiannairi) aux montagnes sacrées tibétaines.

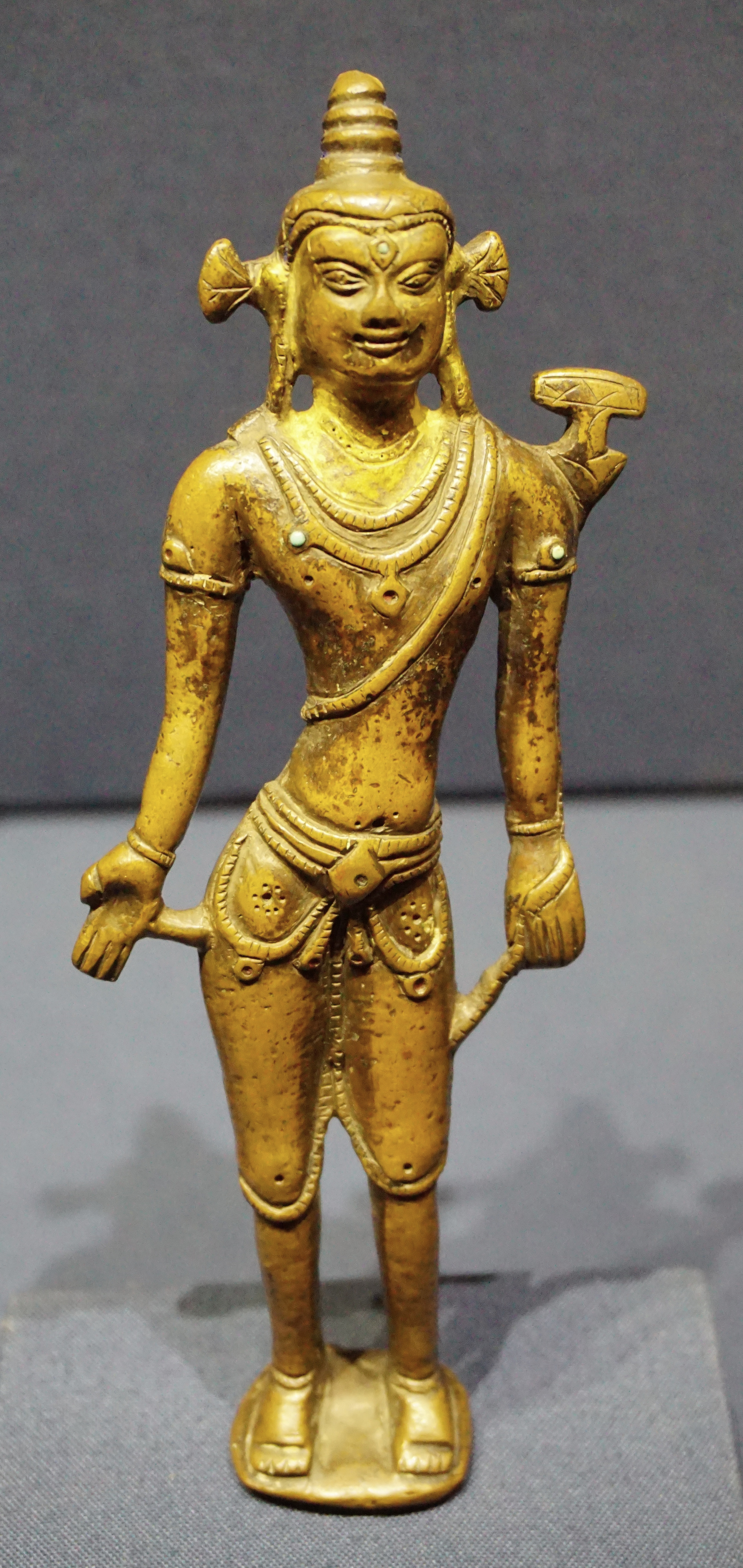
Bodhisattva Manjusri, XIIIe siècle, Tibet.

Yangmaiyong (tibétain : འཇམ་དཔལ་དབྱངས, Wylie : 'jam dpal dbyangs, THL : Jampelyang) désigne le bodhisattva Manjushri. Celui-ci personnifie la sagesse. Les trois montagnes sacrées auraient été choisies par le maître bouddhique Padmasambhava, au VIIIe siècle, afin que les bouddhistes tibétains puissent y effectuer des pèlerinages.
Cette montagne est entourée de canyons, de forêts, de prairies et de ruisseaux.